# Madách Imre-díj
A Madách Imre-díj a Szlovák Irodalmi Alap (Literárny fond) által 1967-ben alapított irodalmi díj. Kezdetben négy műfajban (költészet, széppróza, irodalomtudomány és kritika, műfordítás) osztották ki, 1969-től csak két díjat adományoznak. Eredeti alkotásokat és  szlovák nyelvről magyarra történő műfordításokat jutalmaz. Pénzjutalommal jár, és mindkét kategóriában odaítélhető 3-3 nívódíj is. A díjról 1989 óta háromtagú magyar bírálóbizottság dönt; a bizottságba két tagot jelöl a Szlovákiai Magyar Írók Társasága, egyet pedig az Irodalmi Alap.
A díjátadást évente júniusban tartják a pozsonyi Zichy-palotában.

## Díjazottak
- 1968: Monoszlóy Dezső, Bábi Tibor, Duba Gyula, Fábry Zoltán
- 1969: Dobos László, Ozsvald Árpád, Turczel Lajos, Rácz Olivér
- 1970: Zs. Nagy Lajos, Mács József, Csanda Sándor
- 1971: Gál Sándor, Duba Gyula
- 1972: Dénes György
- 1973: Ordódy Katalin
- 1974: Hubik István
- 1975: nem osztották ki
- 1976: Duba Gyula
- 1977: Rácz Olivér
- 1978: nem osztották ki
- 1979: Turczel Lajos, Hubik István
- 1980: Koncsol László
- 1981: Tőzsér Árpád
- 1982: Zalabai Zsigmond, Tóth Elemér
- 1983: Duba Gyula, Rácz Olivér
- 1984: Nóta János
- 1985: Tőzsér Árpád, Mayer Judit
- 1986: Zalabai Zsigmond, Nagy Judit
- 1987: Fónod Zoltán, Cselényi László
- 1988: Rákos Péter, Hubik István
- 1989: Balla Kálmán, Rácz Olivér
- 1990: Grendel Lajos, Hubik István
- 1991: Bettes István, Nóta János
- 1992: Kulcsár Ferenc, Koncsol László
- 1993: Farnbauer Gábor
- 1994: Fülöp Antal
- 1995: Hizsnyai Zoltán, Mayer Judit
- 1996: Talamon Alfonz
- 1997: Grendel Lajos
- 1998: Bereck József
- 1999: Cselényi László
- 2000: Németh Zoltán, Hizsnyai Tóth Ildikó
- 2001: Csepécz Szilvia, Zeman László
- 2002: Benyovszky Krisztián
- 2003: Csehy Zoltán, Hizsnyai Tóth Ildikó
- 2004: Polgár Anikó
- 2005: Gazdag József, F. Kováts Piroska
- 2006: N. Tóth Anikó
- 2007: Vida Gergely
- 2008: Csehy Zoltán
- 2009: nem osztották ki
- 2010: Polgár Anikó
- 2011: Benyovszky Krisztián
- 2012: Juhász R. József, Hizsnyai Tóth Ildikó
- 2013: Tőzsér Árpád
- 2014: Kulcsár Ferenc
- 2015: Németh Zoltán
- 2016: nem osztották ki
- 2017: Tőzsér Árpád, Polgár Anikó
- 2018: Barak László
- 2019: Bárczi Zsófia
- 2020: Ardamica Zorán
- 2022: Németh Zoltán (Eredeti irodalom kategória), Mészáros Tünde (Műfordítás kategória)[1][2]